# Мези
Мези́ (фр. Maizy) — коммуна во Франции, находится в регионе Пикардия. Департамент коммуны — Эна. Входит в состав кантона Гиньикур. Округ коммуны — Лан.
Код INSEE коммуны — 02453.

## Население
Население коммуны на 2010 год составляло 425 человек.
| 1962 | 1968 | 1975 | 1982 | 1990 | 1999 | 2010 |
| ---- | ---- | ---- | ---- | ---- | ---- | ---- |
| 391  | 375  | 407  | 358  | 394  | 353  | 425  |

## Экономика
В 2010 году среди 275 человек трудоспособного возраста (15—64 лет) 201 были экономически активными, 74 — неактивными (показатель активности — 73,1 %, в 1999 году было 66,8 %). Из 201 активных жителей работала 171 человек (97 мужчин и 74 женщины), безработных было 30 (13 мужчин и 17 женщин). Среди 74 неактивных 23 человека были учениками или студентами, 23 — пенсионерами, 28 были неактивными по другим причинам.